# Qingchuan
Qingchuan (en chino, 青川; pinyin, Qīngchuān (escuchar)ⓘ) es un condado  bajo la administración directa de la Prefectura Guangyuan en la Provincia de Sichuan, República Popular China.  Su área es de 3214 km² y su población total para 2010 superó los 222 mil habitantes. 

## Administración
Desde julio de 2023, el  Condado Qingchuan se divide en 20 pueblos que se administran en 12 poblados,  6 villas y 2 villas étnicas. 

## Toponimia
El topónimo Qingchuan [/Ching-chuán/] significa 'arroyo verde'. En el 742, durante la dinastía Tang se llamó Qingchuan, tomando su nombre directamente del arroyo Qing (Qing chuan, actualmente arroyo Xiashi), conocido por sus aguas claras y hermosas, apodado "el agua de la esencia del mundo".